# Mictophileurus punctulatus
Mictophileurus punctulatus är en skalbaggsart som beskrevs av Ohaus 1911. Mictophileurus punctulatus ingår i släktet Mictophileurus och familjen Dynastidae. Inga underarter finns listade i Catalogue of Life.